# Якуб ибн Лейс
Я‘ку́б ибн Ле́йс ас-Саффа́р (перс. یعقوب لیث صفاری‎‎; 25 октября 840, Карнин, Государство Тахиридов, Аббасидский халифат — 5 июня 879, Гондишапур, Государство Саффаридов) — персидский медник, ставший основателем династии Саффаридов и первым правителем государства в Систане; под его военным руководством он завоевал большую часть восточных частей Большого Ирана, состоящих из современного Ирана, Афганистана, Туркмении, Узбекистана, Таджикистана, а также части западного Пакистана и небольшой части Ирака. Ему наследовал его брат Амр ибн Лейс.

## Ранняя жизнь
Якуб родился в 840 году, восточноиранского происхождения, в небольшом городке под названием Карнин (Карнин), который был расположен к востоку от Заранджа и к западу от Боста (Лашкаргаха), на территории современного Афганистана. Информация о его генеалогии и социальном происхождении отсутствует, но никаких претензий на аристократическое происхождение он не выдвигал. 
К. Э. Босуорт объясняет, что несколько суннитских источников неизменно относились враждебно к Якубу из-за неуважения, которое он проявлял к Аббасидскому халифу. «Некоторые источники обвиняли Якуба в том, что он хариджит, ибн Халликан назвал его христианином, а Низам аль-Мульк утверждал, что он перешёл в исмаилизм». Однако эти утверждения появились примерно через столетие после смерти Якуба, и большинство источников сходятся во мнении об аскетическом образе жизни Якуба.
Многие источники утверждают, что он жил очень бедной жизнью, и упоминается, что он иногда ел хлеб и лук из-за бедности. Его семья переехала в город Зарандж из-за периодически возникающих межконфессиональных столкновений между суннитами и хариджитами. Якуб начал работать медником, в то время как его брат Амр ибн Лейс работал погонщиком мулов или ослов, а затем каменщиком.

## Приход к власти
Якуб вместе со своими братьями Амром ибн Лейсом, Тахиром ибн Лейсом и Али ибн Лейсом позже присоединились к айярам под командованием Салиха ибн аль-Надра, который выступал против Аббасидов и начал править в Босте. К 854 году айярам удалось изгнать Ибрахима ибн аль-Худайна, который был тахиридским губернатором Систана. В 858 году Дирхам ибн Наср, другой лидер айяров, сумел заменить Салиха на посту правителя Систана. Однако в 861 году Якуб сверг Дирхама и в этот момент присвоил себе титул эмира. Понимая, что силой его победить не удастся, Тахириды в итоге были вынуждены сами «даровать» Якубу право на земли, которые он завоевал, а тот в ответ начал поминать их в пятничной молитве. 

## Правление

### Кампании в Систане и Хорасане

Карта Хорасана, Мавераннахра и Тохаристана

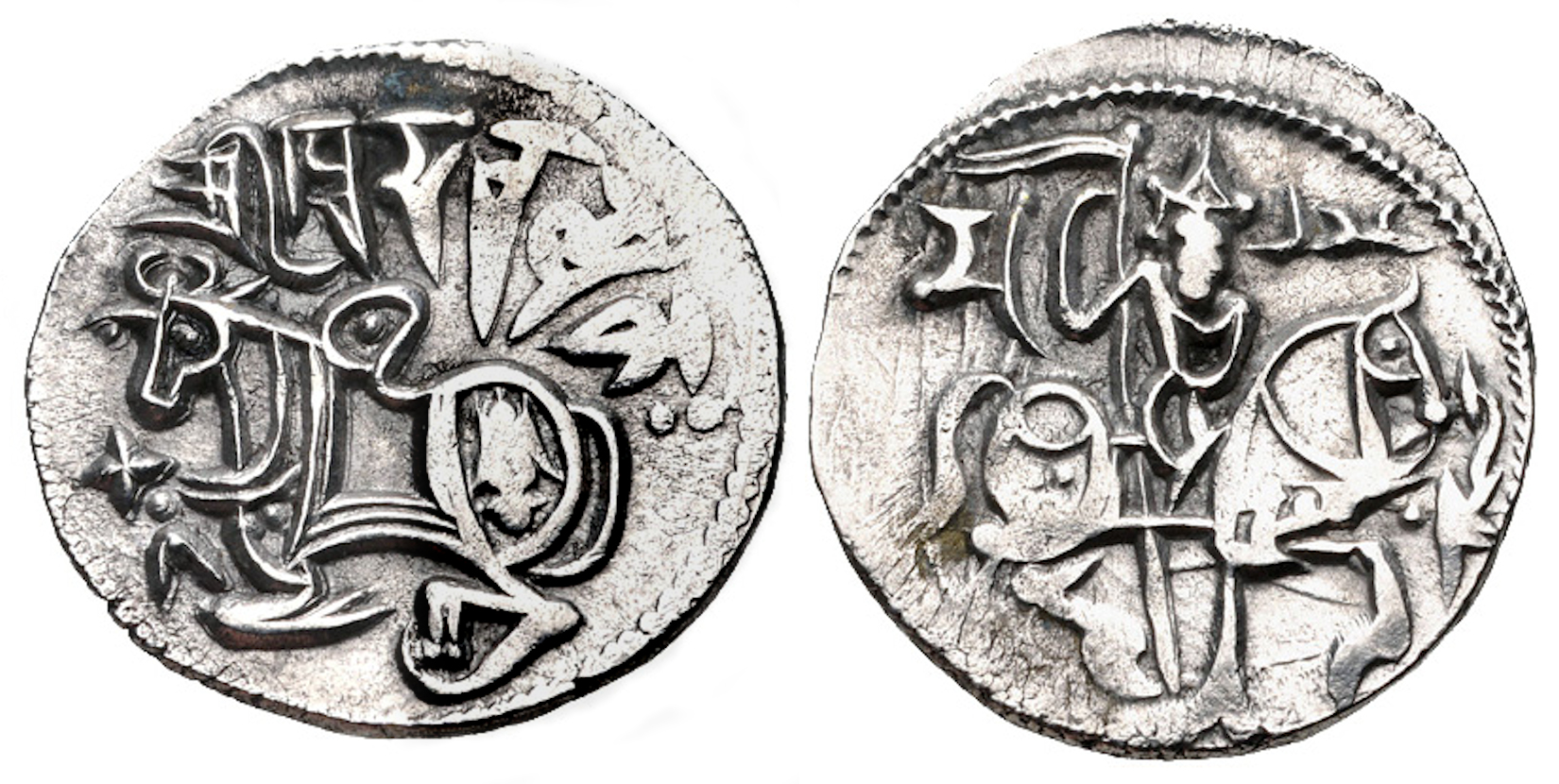
Чеканка монет саффаридского губернатора Кабула после захвата города, выпущенных около 870 года н. э. в Кабуле.

Якуб привлёк внимание Аббасидского халифа, впервые сражаясь с хариджитами на своей родине в Систане. В 864 году «Якуб возглавил экспедицию в Бост против своего бывшего хозяина Салиха, а затем в Руккадж и Заминдавар против местного правителя Зунбила, убив его и захватив огромную добычу». Ему также удалось захватить в плен нескольких членов семьи Зунбилов, в том числе сына правителя Зунбилов. Позже он выступил против хариджитов в северном Систане, одержав решительную победу и убив их лидера Аммара ибн Ясера в 865 году. Кампании Якуба ознаменовали закат воинствующего хариджизма на Востоке. После победы над Аммаром Якуб устроил праздник. Во время празднования один из членов суда выступил с речью на арабском языке. Якуб спросил последнего, почему он произнёс речь на языке, который он не мог понять. Затем один из секретарей Якуба, Мухаммад ибн Васиф, произнёс касыду на персидском языке.
Якуб претендовал на наследство персидских царей и стремился «возродить их славу», и поэтому в 867 году он послал написанную им самим поэму аббасидскому халифу аль-Мутаззу. В стихотворении говорилось: «Со мной Деравш Кавиани, с помощью которого я надеюсь править народами».
В 870/871 году Якуб выступил против ушедшиз в горы хариджитов Герата и разгромил их, несмотря на мороз и непроходимый снег. Позже его армия отправится в Газну, Кабул и Бамиан, отвоевав эти территории у индуистских шахов во имя ислама и назначив мусульманских губернаторов. Оттуда они двинулись на север Гиндукуша, и к 870 году нашей эры весь Хорасан был взят под их контроль. Панджшерское ущелье теперь находилась под контролем Якуба, что позволило ему чеканить серебряные монеты. Якуб отправил новому багдадскому халифу аль-Мутамиду пятьдесят золотых и серебряных идолов из кабульской долины, чтобы тот «бросил их под ноги людям в мекканском храме для унижения неверных» (аль-Масуди также упоминает отправленных им слонов). Во время одного из многочисленных сражений Якуба его лицо было изуродовано до такой степени, что он мог есть только через трубку во рту в течение двадцати дней.
В 873 году Якуб вытеснил Тахиридов из их собственной столицы Нишапура. Подойдя с армией к городу, он отправил гонца к тахиридскому правителю Мухаммеду ибн Тахиру с сообщением: «Я приду приветствовать тебя». Тот в ответ решил проявить показное дружелюбие и выехал со своей свитой навстречу, но был захвачен в плен и отправлен вместе с семьёй и гаремом в Систан. Собрав местную знать во дворце, он предъявил ей свои «полномочия» — йеменский меч: «Вы хотели видеть мои полномочия — вот они! Разве не меч привел повелителя правоверных к власти в Багдаде? И разве не меч сделал меня повелителем в Хорасане? Наши полномочия одинаковы!». Самовольная узурпация власти от Тахиридов привела к конфликтам основателя династии Саффаридов с Аббасидским халифатом. 

### Кампании в Западном Иране

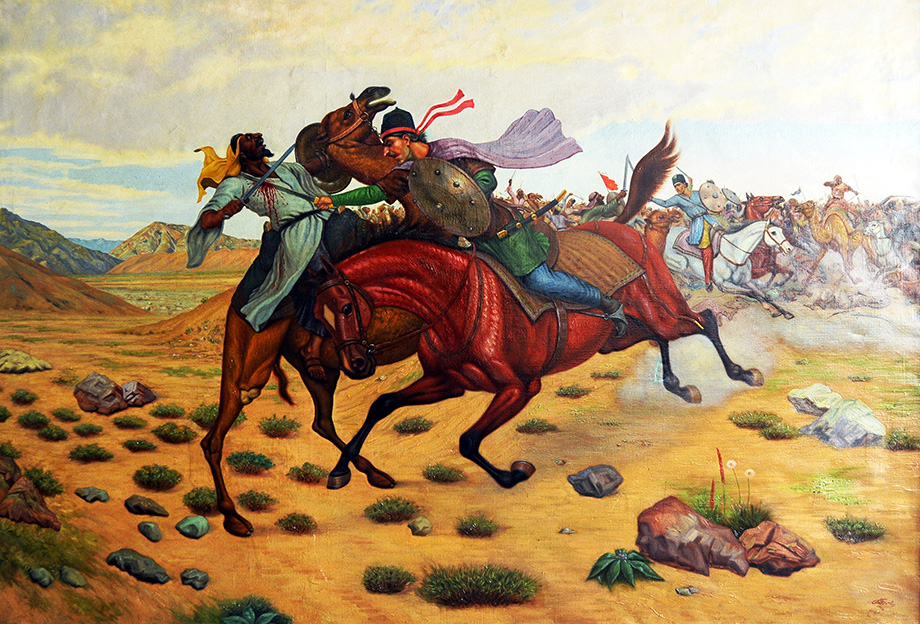
Армия Якуба и халифа на современной картине иранского живописца Рассама Арджанги

Якуб отправился на запад, в Фарс, с намерением подчинить себе и эту провинцию. Источники расходятся во мнениях относительно того, что произошло дальше, но в конце концов Якуба отговорили от продолжения экспедиции, и он повернул обратно в Систан. Позже Якуб отправился в Табаристан в 874 году и сразился с алавидами. Якуб собирал налоги в столице Табаристана Амоле, прежде чем отправиться в Райй.
В 876 году представитель аббасидов Аль-Муваффак предложил Якубу стать губернатором Хорасана, Табаристана, Фарса, Горгана и Рея и назначить его главой службы безопасности в Багдаде. Якуб, почувствовав, что предложение было сделано из-за слабости халифа, отклонил его и написал в ответ, что он будет продвигаться к столице. Это предложение также оттолкнуло тюрок Самарры, которые считали, что Якуб представляет угрозу их интересам. Видя, что соглашение с Саффаридами невозможно, аббасидский халиф аль-Мутамид решил начать войну и наложил официальное проклятие на Якуба. 7 марта 876 года аль-Мутамид покинул Самарру, 15 марта он прибыл в Багдад, а затем прибыл в район Кальвады и разбил лагерь.
Якуб проехал через Хузестан, во время которого он добился перебежчика бывшего генерала халифа Абу-с-Саджа Дивдада, и вступил в Ирак. Согласно одному источнику, Якуб на самом деле не ожидал, что халиф предложит сражение; вместо этого он уступит любым требованиям Саффарида. Однако Аль-Мутамид послал аль-Муваффака остановить его. Две армии встретились в Истарбанде, между Дайр аль-Акулом.
Битва при Дайр аль-Акуле произошла 8 апреля. Перед битвой Якуб провел смотр своим войскам, которые, по-видимому, насчитывали около десяти тысяч человек. Аббасиды, однако, имели численное превосходство и дополнительное преимущество в сражении на знакомой территории. Бои продолжались большую часть дня. Саффаридская армия несколько неохотно вступала в прямое сражение с халифом и его армией. Дополнительными проблемами были поджог саффаридского лагеря и запруженная река, воды которой противник обратил против воинов Якуба. Несмотря на это, обе стороны понесли тяжелые потери, и несколько командиров Аббасидов и Саффаридов были убиты. Сам Якуб был ранен, но не покинул поле боя. С приближением вечера прибыло подкрепление для поддержки аль-Муваффака.

Карта с указанием места сражения, а также маршрутов, пройденных армиями Саффаридов (красная) и основных Аббасидов (синяя)

В конце концов армия Саффаридов начала бежать с поля боя. Якуб и его телохранители продолжали сражаться, но были вынуждены покинуть поле боя, когда армия отступила, оставив их позади. Халиф, по-видимому, затопил земли позади Саффаридов перед битвой, и это затруднило отступление; многие люди утонули, пытаясь спастись от Аббасидской армии. Когда Саффариды поспешно ушли, аль-Муваффак смог захватить багаж Якуба. Несколько политических заключенных, которых Якуб привез с собой, также попали в руки Аббасидов и были освобождены.
Затем Якуб покинул Ирак и умер три года спустя.

## Смерть

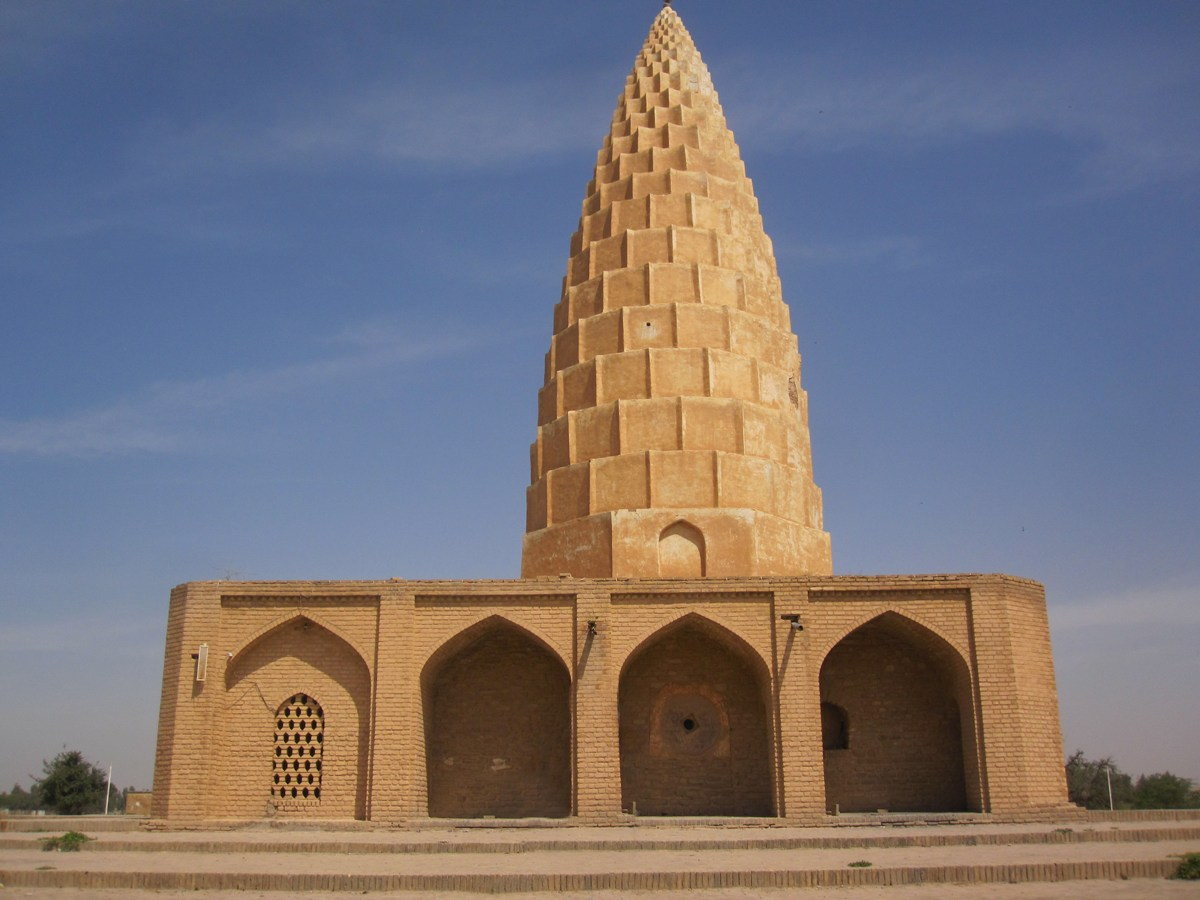
Гробница Якуба ибн Лейса, недалеко от Дизфуля.

Якуб страдал от колика и отказывался от лечения, когда ему советовали это сделать. В результате он скончался в среду, 5 июня 879 года, в Гондишапуре. Вскоре после этого ему наследовал его брат Амр ибн Лейс. Согласно Ибн Халликану, его женой была арабская женщина из Систана, хотя все другие источники, включая Ибн аль-Асира и Усман Джузджани, утверждают, что Якуб никогда не был женат. Биографы, воспевавшие его воздержанность, твердили, что он «никогда не посмотрел похотливым взглядом на женщину или гуляма».

## Идеология

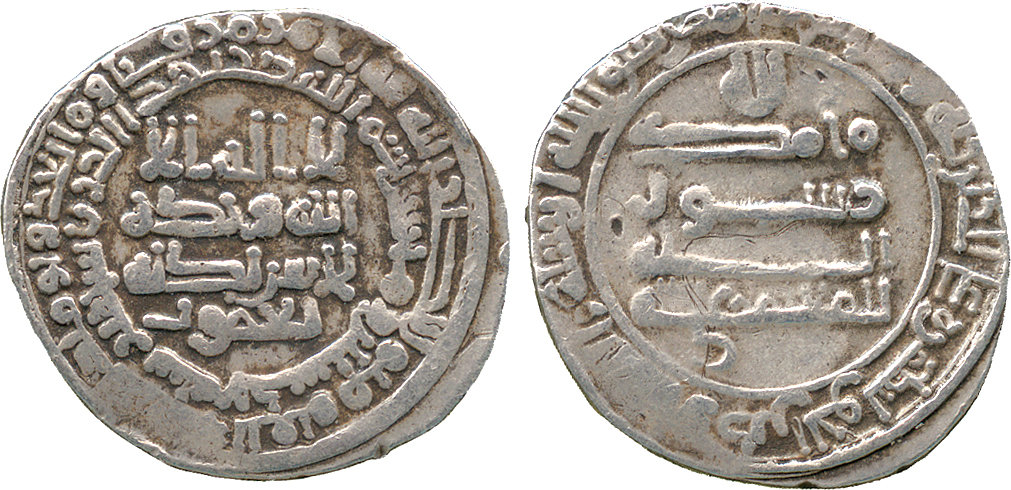
Серебряный дирхам Якуба ибн Лейса

Мотивация, стоявшая за первоначальными кампаниями Саффаридов, остается неизвестной и широко обсуждается во вторичной науке. Некоторые ученые считают, что Якуб сражался как воин-гази с целью распространения прото-суннитского ислама, другие поддерживают идею о том, что им двигала его персидская идентичность и вытекающее из этого желание восстановить славное сасанидское прошлое, в то время как третьи считают, что им просто двигали жадность и адреналин. Враждебность Якуба по отношению к халифам Аббасидов была легко заметна.
Религия основателя Саффаридов, Якуба, была предметом для споров. Первоисточники изображают Якуба либо как религиозного негодяя, либо как добровольного суннитского воина — мутатавви. Визирь Низам аль-Мульк, одержимый идеей целостности государства Сельджуков, изображает Якуба новообращённым исмаилитом.
Согласно «Тарих-и Систан», Якуб даже сказал, что Аббасиды были лжецами, а также сказал: «Разве вы не видели, что они сделали с Абу Саламом, Абу Муслимом, Бармакидами и Аль-Фадлем ас-Сарахси, несмотря на все, что эти люди сделали от имени династии? Пусть никто никогда не доверяет им!».

## Личность

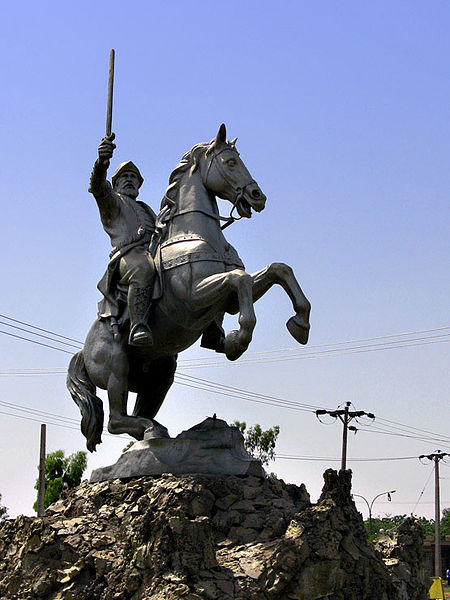
Статуя Якуба в Заболе (Иран)

По характеру Якуб был молчаливым и угрюмым, сторонившимся развлечений и излишеств. Один из врагов Якуба, табаристанский владетель Хасан ибн Зейд, за железный характер прозвал его «наковальней». Тахиридский полководец писал о нём со страхом: «Войной этого человека не одолеешь, у него грозное войско, воины его не страшатся смерти и воюют не раздумывая. Нет у них иного занятия, кроме как рубить мечом, словно матерями они рождены для войны». О железной дисциплине среди его солдат ходили легенды, что они никогда не грабили жителей и не трогали лагерь побежденного противника, пока Якуб не позволял им овладеть. Рассказывали, что когда Якуб ас-Саффар решил перевести войско в другое место и запретил пасти на старом поле лошадей, один из воинов вынул траву прямо из пасти своей лошади, чтобы та не нарушила приказ. 
Якуб основывал свои права только на мече, поэтому должен был заботиться о том, чтобы создать себе преданное войско и приобрести необходимые для ведения войны денежные средства. Последнее часто заставляло его прибегать к конфискации имущества состоятельных лиц. После его смерти, несмотря на военные неудачи последних лет, в его казне оказалось 4 миллиона динаров и 50 миллионов дирхемов. У Якуба было 5000 верблюдов и 10000 ослов; его воины, кроме вельмож и начальников, получали лошадей и корм для них из казны. Поскольку приходившие к ас-Саффару люди отдавали своё имущество, но были вольны уйти обратно, то при этом они забирали с собой стоимость от сданного имущества в золоте и серебре. По рассказам летописцев, славившийся своей щедростью правитель ежедневно раздавал тысячу динаров в виде милостыни.
В своей личной жизни Якуб всегда оставался неприхотливым воином, носил одежду из хлопчатобумажной ткани, иногда даже рваную, сидел на земле без ковра или куске дерюги. Ложась спать, он клал голову на щит, положив под него древко знамени. Только в торжественных случаях, особенно при приеме послов, он был окружён гвардией, набранной из лучших воинов и разделенной на два отряда, по 1000 человек в каждом. Свой аскетизм он объяснял тем, что в ежедневных походах нужно двигаться налегке, а если он заведёт у себя богатую утварь, то и подчинённые захотят того же, сделав перегруженный обоз маломобильным. Якуб решал все дела, включая вопросы и жалобы подданных, единолично и ни с кем не разделял управления.

## Наследие
Именно во время правления Якуба персидский был введён в качестве официального языка; по некоторым источникам, Якуб не знал арабского (варианты легенды о становлении фарси рассказывают, что ключевую роль здесь сыграл эпизод, когда повелителю прочитали панегирик, сочинённый в его честь на арабском, а он не понял ни слова). Якубу был присвоен исторический статус популярного народного героя с тех пор, как его двор начал возрождение персидского языка после двух столетий, в течение которых арабский язык процветал на персидских землях. Несколько поэтов, таких как Абу Исхак Ибрахим ибн Мамшад, сфабриковали генеалогию Якуба, прослеживая её до легендарного иранского царя Джамшида. Кампании Якуба фактически также ознаменовали раннюю стадию упадка халифского политического единства в исламском мире, которое ещё больше усугубили гулямы и дейлемиты.

### Книги
На русском языке
- Бартольд В. В. Якуб ибн Ляйс // Энциклопедический словарь Брокгауза и Ефрона : в 86 т. (82 т. и 4 доп.). — СПб., 1890—1907.
- Бартольд В. В. Сочинения. — М.: Издательство восточной литературы, 1963. — Т. I: Туркестан в эпоху монгольского нашествия. — С. 274—277.
- История Ирана с древнейших времен до конца XVIII века. — Л.: Издательство Ленинградского университета, 1958. — С. 114—115. — 390 с.

На других языках
- al-Mas'udi, Ali ibn al-Husain. Les Prairies D'Or (фр.). Imprimerie Nationale (1874).
- Baumer, Christoph (2016). The History of Central Asia: The Age of Islam and the Mongols. Vol. Three. I.B. Tauris. p. 24.
- al-Tabari. The History of Prophets and Kings.
  - The History of al-Tabari, Vol. 36: The Revolt of the Zanj A.D. 869—879/A.H. 255—265. SUNY series in Near Eastern Studies. Translated by David Waines. SUNY Press. 2015.
  - The History of al-Tabari, Vol. 37: The 'Abbasid Recovery: The War Against the Zanj Ends A.D. 879—893/A.H. 266—279. SUNY series in Near Eastern Studies. Translated by Philip M. Fields. SUNY Press. 2015.
- Barthold, W. (1986). «ʿAmr b. al-Layth». The Encyclopedia of Islam, New Edition, Volume I: A-B. Leiden and New York: BRILL. pp. 452–453.
- Bosworth, C.E. (1975a). «The Ṭāhirids and Ṣaffārids». In Frye, R.N. (ed.). The Cambridge History of Iran, Volume 4: From the Arab Invasion to the Saljuqs. Cambridge: Cambridge University Press. pp. 90–135.
- Bosworth, C.E. (1975b). «The rise of the new Persian language». In Frye, R.N. (ed.). The Cambridge History of Iran, Volume 4: From the Arab Invasion to the Saljuqs. Cambridge: Cambridge University Press. pp. 595–633.
- Bosworth, C.E. (1994). The History of the Saffarids of Sistan and the Maliks of Nimruz (247/861 to 949/1542-3). Costa Mesa, CA: Mazda Publisher. Flood, Finbarr B. (20 March 2018). Objects of Translation: Material Culture and Medieval «Hindu-Muslim» Encounter. Princeton University Press.
- Ibn al-Athir, 'Izz al-Din. Al-Kamil fi al-Tarikh. Ibn Khallikān, Shams al-Din Abu al-Abbas Ahmad ibn Muhammad. Ibn Khallikan’s Biographical Dictionary. Volume I, Volume III
- Noldeke, Theodor (2007). Sketches from Eastern History.
- Tor, D.G. (2007). Violent Order: Religious Warfare, Chivalry, and the ʻAyyār Phenomenon in the Medieval Islamic World. Wurzburg, Germany: Orient-Institut-Istanbul.